# Miguel de Álava

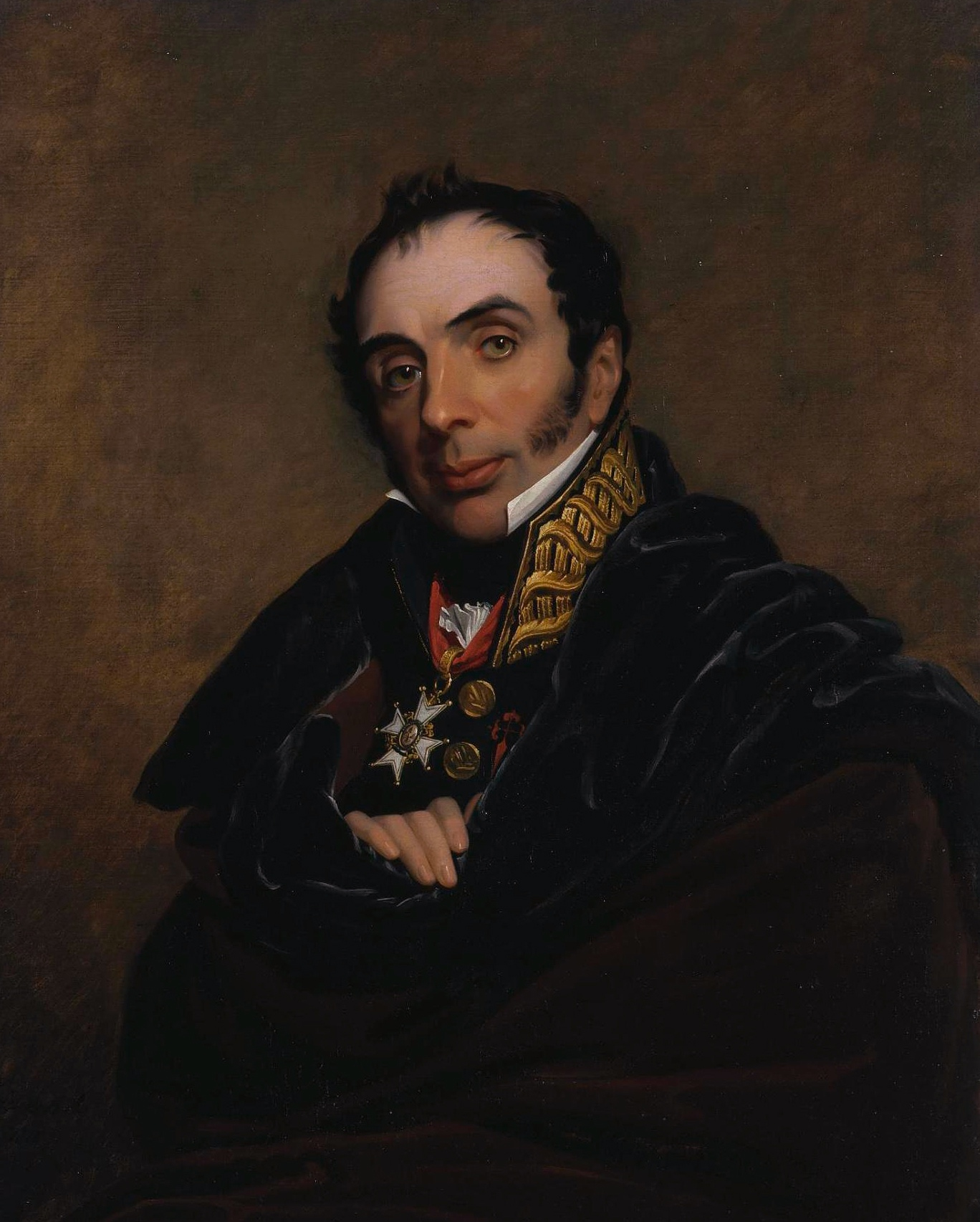
Miguel de Álava.

Miguel Ricardo de Álava y Esquível, född 7 februari 1772 i Vitoria-Gasteiz, död 14 juli 1843 i Barèges i Frankrike, var en spansk general och statsman.
Álava slöt sig 1808 till det franska partiet men övergav det 1811. Han tjänade sedan i Wellingtons stab och utnämndes av denne till brigadgeneral. Dock hölls han till följd av sina föregåenden en tid i fängelse av Ferdinand VII, men blev sedermera sändebud i Haag, varifrån han såsom misstänkt återkallades 1819. År 1820 slöt han sig till revolutionen mot Ferdinand VII, blev president i cortes 1822 och underhandlade 1823 å revolutionsregeringens vägnar med fransmännen. Han flydde undan Ferdinands hämnd till England, varifrån han 1834 återkallades av drottning Maria Kristina, var sändebud i London samma år och i Paris 1835 samt ägnade sig en tid åt parlamentarisk verksamhet.